# Монтебело (острови)
Вижте пояснителната страница за други значения на Монтебело.
Монтебело (на италиански: Monte bello, в превод „красива планина“) е архипелаг от 174 малки острова (около 35 наименовани) в Индийския океан на около 130 km от бреговете на Западна Австралия.
Заливът на остров Тримуил е тестова площадка за ядрения опит „Операция Ураган“ провел се на 3 октомври 1952 г. Това е първото изпитание на ядрено въоръжение за Великобритания. По-късно през 1956 г. са проведени още 2 опита на островите Тримуил и Алфа.